# ファミコン探偵倶楽部 消えた後継者
『ファミコン探偵倶楽部 消えた後継者』（ファミコンたんていくらぶ きえたこうけいしゃ）は、任天堂から発売されたファミリーコンピュータ ディスクシステム用アドベンチャーゲーム。「ファミコン探偵倶楽部」シリーズの1作目。前編後編の2部構成になっており、1988年4月27日に前編が、同年6月14日に後編が発売された。

## 概要
1988年当時、多数発売されていた推理アドベンチャーゲームの1つだが、それらの作品群と異なるのは、10代の少年を主人公の探偵役に抜擢している点である。
「プレイヤー自身が謎を推理して事件を解くこと」よりも「物語のドラマ性」及び「物語を読むこと」が重視され、それまでのサスペンス系アドベンチャーにありがちな複雑なロジックや、プレイヤー自身に高度な推理力を要求するといったアドベンチャーならではのゲーム性の強さは控えめになっている。また、ゲーム進行に不必要なコマンドはゲーム側で極力省くなどの配慮もあるため、コマンド総当りが可能で比較的難易度は易しい。一方、ゲーム内で得た情報をゲーム内で入力し正解を導かねばならない局面や、あるコマンドを一風変わった解釈でゲーム進行に用いらせる部分、画面内での対象物を調査して調べる、終盤で3Dの迷路が存在するなど、従来作に見られた要素も多く取り込まれている。
後に続編となる『ファミコン探偵倶楽部PartII うしろに立つ少女』（1989年）が発売され、以後シリーズ化された。

## システム
プレイヤーは主人公（ゲーム開始時に任意の名前を設定する）となり、とある財閥の家主である女性の死とその後に続く殺人事件について調査していく。
ゲームの進め方はコマンド選択方式となっており、「ばしょいどう」「きく」「よぶ」「しらべる」などのコマンドを選択する。本ゲームの特徴的なコマンドとして、「おもいだす」「すいりする」の2つのコマンドがあり、「おもいだす」は主人公が記憶喪失である設定から存在しており、「すいりする」は得た情報を整理する際に使用される。
すべてのコマンドが常に表示されておらず、場面によって使用できるコマンドが限られていることも特徴である。そのため、ある人物から話を聞きださなければならない場面などでは「ばしょいどう」コマンドが表示されず、全ての情報を聞き出した後に「ばしょいどう」コマンドが表示されるなど、ストーリーの流れを遮らない配慮がなされている。また、「しらべる」コマンドの後に「どこ?」コマンドを選択することにより、表示画面内に指の形をしたカーソルが登場し、カーソルを上下左右に動かすことで画面内の一部を調べることができるようになっている。ゲームを終了する際は「そうさやめる」コマンドを選択することで、ディスクカードにセーブデータが保存できるようになっている。それぞれのコマンドの後にはさらにサブコマンドやカーソルが表示される場合がある。ただし、状況に応じて選択肢の意味を適切に解釈しなければならないケースが度々発生する。例えば「そうさやめる」を会話相手への心理的揺さぶりとして使用したり、「みせる」は必ずしも所持品に対して行われるものではない場合がある。
ゲーム上の演出として、登場人物が重要な手がかりを話した際や意外な情報を話した際などには音が鳴るようになっている。
メディアがディスクカードのため、A・B面の入れ替えが一定の間隔で存在する。後編を始める際には、一度前編にディスクを挿入し「ちょうささいかい」を選択しないとプレイできないようになっている（後編のみを挿入した場合はエラーメッセージが表示される）。

## ストーリー
崖の下の草むらで倒れていた主人公は男の声で目を覚まし、介抱を受け男の自宅で意識を取り戻す。男は天地と名乗った。その後、自分が倒れていた現場に戻り1人の少女と出会う。その少女・橘あゆみから、自分が空木探偵事務所に所属する探偵助手であることを告げられる。そして、主人公は事務所で「明神村 綾城」と書かれたメモを見つける。記憶を喪失する前の自分が置いていったというそのメモから主人公は明神村に向かうことを決意する。その際、主人公は自分の名前を思い出すことに成功する。
明神駅に降り立った主人公は、駅員から綾城とは綾城家のことだろうと言われる。綾城家は明神村随一の資産家で、主人公は綾城家当主であったキクの死に不審感を抱いた綾城家の執事、田辺善蔵から依頼を受けていた。キクは遺言書を公開した直後に寝室で死亡しているのが確認され、村の唯一の医師である熊田によって心不全との診断が下されたが、善蔵は病死とは思えないと言う。また、村には綾城家に纏わる「死者が蘇り綾城家に仇なす者を殺す」という戦国時代から語り継がれる伝承があり、また、明神村では未だに遺体を土葬にしているという。
綾城家には遺産相続の権利を持つ3人の人物、キクの甥である綾城完治、綾城二郎、姪である春日あずさがおり、遺言書の作成には綾城家が取り仕切る企業「綾城商事」の顧問弁護士である神田が立ち会っていたこと、遺言書にはキクの持っていたすべての権利は綾城家の正当な後継者の印を持つ綾城ユリに譲られると書いてあったこと、完治の息子であるアキラは遺言公開の当日に綾城家に来ていたことなどが判明する。
他にも、綾城商事内では完治と二郎が会社の中で激しく対立していたこと、善蔵に主人公を紹介したのは弁護士の神田であること、ユリは村を訪れた青年と愛し合うようになったが、徳兵衛に猛反対されたため駆け落ち同然で村を出て行ったきり行方不明であること、ユリには義兄弟の弟である和人がいるなどの情報を得る。
その最中、綾城家敷地内の土蔵の中で完治が殺害されているのが発見され、土蔵の鍵からアキラの指紋が検出されたためアキラが容疑者として指名手配されることになる。続いて、二郎が明神山で首を吊って死亡しているのが発見される。
主人公は、ユリが八束町というところで暮らしていたことを突き止める。しかし、ユリは過去に起きた火災の火傷が元で亡くなっており、ユリの子どもが行方不明という情報だけを手に入れる。
熊田医師が病院に戻ってきて二郎の右手から青酸反応が検出されたという重大な情報を伝える。さらに、海上の崖の下であずさが海で浮いている所が発見される。あずさは、絞殺されたあとに崖から突き落とされたようだった。あずさの爪からは誰かを引っ掻いた時に付着したと思われる人間の皮膚組織が発見された。
熊田医師により、二郎の死因が青酸カリを仕込んだ煙草であったことから、キクがヘビースモーカーであったために同様の方法で殺害された可能性があることが示唆され、キクの死体を確認するためにキクの墓を暴くと、そこには完治の息子であるアキラの死体が入っていた。アキラの死因は墓の笠石による撲殺で、腐敗が酷い遺体を熊田が見たところ死亡時間は完治よりも明らかに先であったため真犯人は別にいるだろうと推察される。また、アキラの遺体のポケットには青酸反応のある刻み煙草が僅かに入っていた。そして主人公は海上の崖でアキラに襲われ、海に突き落とされた事を思い出す。
その後、熊田医師により青酸煙草による殺人事件の実例が発見され、その時の担当弁護士が神田であったこと、過去に綾城家の前当主であった徳兵衛に追い込まれ自殺した夫妻の名字が神田であり、当時少年だったその息子が現在の神田弁護士であることと、実はキクがその事実を知っており、罪滅ぼしとして敢えて綾城家の顧問弁護士に指名していたことが判明したことで、主人公は一連の事件が神田の犯行であることを疑う。さらに、主人公があゆみの目の前で着替えをしようとした際に自分の左肩に火傷の痕があることをあゆみが発見、八束町で孤児院を営んでいた山本佐和子の娘である元子にも火傷の痕を見せた所、主人公こそがユリの息子であり、綾城家の後継者であることが判明する。同時に、両親がすでにこの世を去っていたことと、その顛末を知ることとなる。父・遠山たかおは喧嘩を仲裁しようとした弾みで町の有力者の不良息子だった男を殺してしまったことで圧倒的不利な立場で投獄された上獄中死してしまい、ユリは男の仲間から数々の嫌がらせを受けた末に自宅に放火され、赤子だった主人公を救い出すものの重傷を負った末に死んでしまったのであった。正しいことを成すために死んでいった父を誇りだと語ると、主人公は事務所に戻った。
主人公は元子との会話から事務所に保管してあった人形が自分のものだったことを思い出し、人形の中から鍵の入った手紙を見つける。それは当時既に余命いくばくもない状態であったユリが、いつかわが子に宛ててしたため隠しておいたものであり、鍵は後継者の印が隠された綾城家の土蔵のものだった。主人公は綾城家に戻って土蔵の迷路の謎を解き、綾城家の後継者の印を手にする。その直後、何者かが主人公に声をかける。その人物は、顔にひっかき傷をつけた天地。そしてその正体こそが弁護士の神田であった。一連の事件は、両親を死へ追いやった綾城家に対する神田の復讐だった。主人公がユリの息子で綾城家の正当後継者であること、孤児院を出て探偵業に従事していることを知った神田は、敢えて綾城家の調査に向かわせるよう仕向けた。しかし、共犯だったアキラが犯行が露呈するのを恐れて主人公を崖から海へ突き落としたため、慌てて主人公を海から引き上げたが記憶を失っていたため、命の恩人である無関係の第三者を装っていた。その後、主人公を泳がせる傍らで、いずれは主人公が見つけるであろう後継者の印を奪った上で主人公を殺害し、その後にあらかじめ用意していた替え玉の少年を後継者として担ぎ上げ、自身が後見人となることで綾城家の実権全てを奪い取る計画であった。
神田はキクから始まりアキラ・完治・二郎・あずさへの殺害に至るまでの自身の犯行をすべて語り、自分は綾城家に勝ったと声高に宣言した上で主人公を殺害しようとするが、危機一髪の所を八束町ですれ違った見知らぬ男が助けに来て神田は取り押さえられ、警察に逮捕されるのだった。その見知らぬ男の正体は、ユリの腹違いの弟で主人公の叔父にあたる和人だった。
海上の崖の上で、主人公と和人は対話する。非業の死を遂げた姉夫婦のことを知って法律の矛盾を感じ弁護士になる決意を固め和人は、佐和子が主人公を捨て子として育てると知ってそのまま世話を任せ、遠くの街で弁護士の勉強を続けていた。八束町に戻ってきたのは主人公が佐和子に預けられてから5年も経ってからだったという。そして主人公が家出したことを知って探していた折、主人公が探偵として綾城家に向かっていることを知って不審に思い、綾城家に久方ぶりに戻ったところ、土蔵の傍で善三が気を失って倒れていることを知ってあわてて後を追ってきたのだった。
和人は後継者の印を主人公に渡し、後継者となって綾城家を立派に継ぐことが姉のためになると告げる。だが、主人公は自身が綾城家の人間ではなく、父・遠山たかおとユリの息子であると告げて後継者の印を和人に返す。そして一連の事件の中で得た最も大切なものは、失いかけていた過去、そして母の写真だと語るところで物語は幕を閉じる。

## 舞台
明神村
山奥にある静かな村。
綾城家
明神村随一の資産家。不気味な伝承が言い伝えられている。
綾城商事
綾城家が経営する企業。
海上の崖
主人公が倒れていた場所。
神楽寺
住職の玄信がいる。キクはこの寺の墓に埋葬された。
明神山
綾城家の裏山。
明神駅
村にある鉄道駅。
八束町
ユリが駆け落ちした際に住んでいた場所。
熊田医院
熊田医師が経営する病院。
神田弁護士事務所
神田弁護士の事務所。秘書の石野麗子がいる。
なお、本作で神田弁護士事務所に電話を掛ける際に用いる短縮ダイヤルを次作『ファミコン探偵倶楽部PartII うしろに立つ少女』の電話機で用いると、「神田弁当」という弁当屋に繋がる。
空木探偵事務所
主人公が所属する事務所。助手の橘あゆみがいる。入手した情報に基づいて推理を行う拠点となる場所。

## 登場人物
※声優はNintendo Switch版のもの。

### 空木探偵事務所
主人公
声 - 緒方恵美
本作の主人公である少年探偵。17歳。
両親とは生まれて間もない頃に離ればなれになっており、現在は空木（うつぎ）探偵事務所で空木探偵の助手を務めている。今回の事件で依頼を受けた矢先に事故に遭い、記憶喪失となる。警察関係者からは「探偵くん」「熊田先生の助手」と呼ばれる。
橘 あゆみ（たちばな あゆみ）
声 - 皆口裕子
主人公と同じく空木の助手をしている少女。17歳。
時系列では二年前になる次作「～うしろに立つ少女」で主人公と知り合い、その後空木事務所の助手になる。
記憶を失った主人公の助手を務め、綾城商事や明神村以外での調査などサポート役として立ち回る。
優しい性格だが、主人公が「綾城ユリ」の写真を見せ、「綺麗な人だろ...」と評すると不機嫌になりつねるなど、焼き餅焼きの一面もある。
空木 俊介（うつぎ しゅんすけ）
探偵事務所の所長。38歳。
長期出張中のため姿を見せる場面はなく、名前のみの登場となる。

### 綾城家
綾城 キク（あやしろ キク）
声 - 宮沢きよこ
心不全で亡くなった綾城家の当主。綾城商事の会長でもあった。享年78。
生前は夫・徳兵衛の強引な経営手法に心を痛めていたという。生前はかなりのヘビースモーカーだった。
綾城 徳兵衛（あやしろ とくべえ）
キクの夫で、綾城家の先代当主、綾城商事の前会長。完兵衛の兄。完治、あずさ、二郎の伯父。アキラの大伯父。正妻キクとの間に長女ユリ、愛人との間に長男・和人をもうける。故人。
生前のあくどい商売のあおりを受けて自殺に追い込まれた者もおり、村内では悪評が広まっている。
綾城 完治（あやしろ かんじ）
声 - 木下浩之
綾城商事の社長。綾城家の先代当主・徳兵衛の弟である完兵衛の長男で、アキラの実父。綾城家の分家筋にあたる。58歳。
あずさ曰く財産よりも綾城商事の運営に魅力を感じているとのこと。キク同様ヘビースモーカーである。
春日 あずさ（かすが あずさ）
声 - 田中敦子
完治の妹で、二郎の姉。アキラの叔母。40歳。
春日家に嫁ぐもキクや完治に借金しており、綾城家の遺産をあてにしている。キクの死によって綾城家にしばらく滞在する。兄同様、ヘビースモーカーであったが喉を傷めて禁煙中。気が強い性格で、面倒な質問は激しく拒絶する。
綾城 二郎（あやしろ じろう）
声 - 堀内賢雄
綾城商事の専務。完治、あずさの弟。アキラの叔父。39歳。
兄の完治と対立関係にあるが、そのことを聞かれると否定する。キクや兄姉同様ヘビースモーカーである。神経質な性格でジロジロと見られると不快感を露わにする。
綾城 香（あやしろ かおり）
声 - 寺依沙織
完治の妻にして世界的に有名なファッションデザイナー。パリを拠点に活動している。40歳。
溺愛する一人息子のアキラをいたく気にかけている。
綾城 アキラ（あやしろ あきら）
完治の息子。23歳。
生前のキクのもとをたびたび訪れており、キクから孫のように気に入られていたようだが、玄信によれば、キクのことは「小遣いをくれる婆さん」くらいにしか思っていなかったようである。熊田や明神村の人々には「時々出入りしている遊び人風な男」「ガラの悪い男」と認識されている。主人公が記憶喪失となった元凶ともいえる人物。
綾城 ユリ（あやしろ ゆり）
声 - 潘めぐみ
キクの一人娘。完治、あずさ、二郎とはいとこ。年齢はディスクシステム版ではあずさや香と同い年の設定だが、Nintendo Switch版では5歳年上に変更された。
村に仕事で訪れた青年に出会い結婚まで至るも父・徳兵衛に猛反対されたことで駆け落ちし、その後行方不明となっている。美しく優しい女性だった。
田辺 善蔵（たなべ ぜんぞう）
声 - 樋浦勉
綾城家の執事。76歳。
綾城家の家長であるキクの死に疑問を感じ、主人公にその調査を依頼をした。深夜の屋敷巡回を行い、朝は裏山へ散歩するのが日課である。
山崎 茜（やまざき あかね）
声 - 石飛恵里花
綾城家のお手伝い。19歳。
生前のキクの身辺の世話をしており、死亡したキクの第一発見者となった。以前は明るい性格だったが、キクの死後より表情を曇らせ、時に怯えた態度を見せる。後編の序盤には暇をもらい実家に帰省する。
神田 恭之介（かんだ きょうのすけ）
綾城商事の顧問弁護士。相談役でもあり、役員からも信頼を得ている。キクが亡くなる直前、遺言書の作成に協力した。
キクの死に疑問を抱いていた善蔵に空木探偵事務所勤務の主人公を紹介する。秘書曰く、仕事熱心であり過去担当していたファイルを読んでいるとのこと。

### その他
天地（あまち）
声 - 杉田智和
倒れていた主人公を助けた人物。38歳。大里市在住。多くの小説本を持っている。一人暮らし。
記憶をなくした主人公のことを親身になって心配している。後編の中盤に仕事の都合でしばらく留守にすることを主人公に伝える。
熊田（くまだ）
声 - 岩崎ひろし
熊田医院の医師。明神村の唯一の医師で、綾城家の主治医でもある。63歳。
主人公の捜査に協力し、殺人現場の検証に立ち会うこともある。また、時に熊田医院を休業して飛び出す行動力を見せる。美人な女性が大好きという一面もある。台詞の語尾の「じゃ」が「ぢゃ」と表示される。
看護婦（かんごふ）
声 - 佐藤舞
熊田医院の看護婦。推定年齢20〜25歳。
自由奔走な熊田に手を焼いている。明神村の伝説を信じていない。
玄信（げんしん）
声 - 塾一久
明神村にある神楽寺の住職。87歳。
キクとは古くからの付き合いがあった。興味本位で墓を暴こうとする村人や主人公を一喝する。FCD版では普段は基本的に目を閉じて静かな口調で、墓を「あける」を選ぶと目をカッと見開いて一喝するがNintendo Switch版では基本目は開いたまま。
平吉（へいきち）
声 - 魚建
海上の崖の近くに住む老人。この崖についてある程度詳しい。
藤宮 由紀子（ふじみや ゆきこ）
声 - 小清水亜美
海上の崖に度々現れる女性。推定年齢は27〜28歳。
今年明神村に帰ってくるという思い人の綾城和人を待っている。
綾城 和人（あやしろ かずと）
声 - 川田紳司
徳兵衛と愛人の子で、ユリの異母弟にあたる。由紀子の恋人であるが、現在は行方不明。法律家を目指しているとされる。神田と同い年ぐらいであることが善蔵の口から語られる。
駅員（えきいん）
声 - 千葉繁
明神駅の駅員。事件発生以降、様々な噂や目撃情報などを見聞きする。
村人
明神駅の周辺で綾城家の噂話をしている村人たち。物語が進行すると、明神村の死人蘇りの伝説とキクの死を結び付け、事件はキクの祟りだと怯えるようになる。
石野 麗子（いしの れいこ）
声 - 山本彩乃
神田弁護士の秘書。知的な雰囲気だが頑固な性格で主人公のお世辞が通用しない。
大西 克子（おおにし かつこ）
声 - 森なな子
綾城ユリの幼なじみ。後編の中盤で綾城家を訪問する。幼少時は頻繁に綾城家を訪れていた。
八束町で出会った男性
八束町で主人公が偶然出会った男性。主人公が話しかけると急いでいると言って立ち去ってしまう。
八束町の年寄り
声 - 片貝薫
古くから八束町に住んでいる駄菓子屋のおばあさん。80歳。
高齢の影響でかなり物忘れが激しい。
山本 元子（やまもと もとこ）
声 - 沢田泉
八束町の住人。アパートに住んでいる。
山本 佐和子（やまもと さわこ）
元子の母。故人。
孤児院を営んでいたが立ち退かされ、間もなく亡くなった。昔、綾城家を出たあとのユリと親交があった。

## 移植版
| No. | タイトル                                                                      | 発売日         | 対応機種               | 開発元               | 発売元 | メディア                              | 型式          | 売上本数                        | 備考                          |
| --- | ----------------------------------------------------------------------------- | -------------- | ---------------------- | -------------------- | ------ | ------------------------------------- | ------------- | ------------------------------- | ----------------------------- |
| 1   | ファミコンミニ ディスクシステムセレクション ファミコン探偵倶楽部 消えた後継者 | 2004年8月10日  | ゲームボーイアドバンス | トーセ               | 任天堂 | ロムカセット                          | AGB-P-FTK-JPN | -                               | 前後編が1本にまとめられている |
| 2   | ファミコン探偵倶楽部 消えた後継者（前後編）                                   | 2007年10月16日 | Wii                    | トーセ               | 任天堂 | ダウンロード （バーチャルコンソール） | -             | -                               | 前後編が1本にまとめられている |
| 3   | ファミコン探偵倶楽部 消えた後継者（前後編）                                   | 2013年4月24日  | ニンテンドー3DS        | トーセ               | 任天堂 | ダウンロード （バーチャルコンソール） | -             | -                               | 前後編が1本にまとめられている |
| 4   | ファミコン探偵倶楽部 消えた後継者（前後編）                                   | 2014年5月28日  | Wii U                  | トーセ               | 任天堂 | ダウンロード （バーチャルコンソール） | -             | -                               | 前後編が1本にまとめられている |
| 5   | ファミコン探偵倶楽部 消えた後継者                                             | 2021年5月14日  | Nintendo Switch        | 任天堂 トーセ MAGES. | 任天堂 | ゲームカード ダウンロード             | HAC-R-AW3CA   | 20,949本（COLLECTOR'S EDITION） | リメイク版                    |

バーチャルコンソール版
後編をプレイする際には前編クリア後のタイトル画面で「ちょうささいかい」を選ぶとプレイが可能となっている。
Nintendo Switch版
- 声優陣によるフルボイス仕様となった他、一部テキストの加筆修正、イベントスチルの追加などビジュアル面の大幅強化、調査メモなどが追加された。
- 全11章構成となり、各サブタイトルも追加された。
- 機能面では既読スキップや強制スキップ機能の追加のほか、BGMや音声をファミコン版へ変更することが可能。
- 一度クリアすると収録BGMの再生機能が解禁され、タイトル画面にて選択ができる。
- オリジナル版ではラストシーンを一枚絵として徐々に日が暮れていく様子にスタッフクレジットが重ねられるが、Nintendo Switch版ではスタッフクレジットの演出が刷新され、列車に乗って空木探偵事務所へと帰った主人公にあゆみが笑顔で「お帰りなさい」と声を掛けるという演出になっている。

## 開発
開発の経緯は、任天堂のトップ主導により『ファミコン少年探偵団』というタイトルの作品企画が進行しており、本作の原作を担当している坂本賀勇がゲームデザインやストーリーを制作していた。その後、坂本はアドベンチャーゲーム『中山美穂のトキメキハイスクール』（1987年）の開発に携わることとなる。しかし、タレントを使用したことやディスクファクスなどのイベントがあったため開発が難航したことが背景にあり、欲求不満を解消させる形で作り上げたのが本作である。
坂本自身は推理小説などを特に読んでおらず、『犬神家の一族』（1950年）と『悪魔の手毬唄』（1957年）の2冊しか読んでいなかったため、本作には横溝正史の作品の世界観が色濃く反映されることとなった。
製作に当たってはまず坂本が元となる小説を執筆し、スタッフがその内容を読んでから開発を始める方法となっている。それに関し坂本は「ゲームデザインを想定しながら、物語を本のような形で、手書きの文字で書きました。（中略）アドベンチャーは、そういう方法をとらないとできないんです。お話が根底に流れるゲームの場合は、シナリオを先に伝えておけば、スタッフの誤解がなくなりますね。お話が絡んでくるゲームの場合は大抵この手法をとりますね」と語っている。
また、本作に関し坂本は「当時のアドベンチャーはストイックすぎるというか、犯罪の痕跡をシラミ潰しに探して情報が得られるまで迷うものでしたね。それだと、お話がボケるし、テンポも悪くなる。僕としては、ゲームの流れを楽しんでもらいたい。面白い部分を、ドラマチックに楽しめる方がいいんじゃないかと思いまして」と語っている。

### スタッフ
- 原作 - 坂本賀勇
- 脚本 - 大澤徹、あさまなぎひろ（長井正広）[注 5]
- 美術 - てつじ（田中哲次）
- 音楽監督 - たなかけんじ（山本健誌、田中宏和）
- 音楽 - ひろみ
- 技術監督 - ひとし
- 技術 - けいじ（桜木けいじ）、ゆずる（中村ゆずる）
- 進行 - さとし（松村聡）
- 協力 - 加納誠、坂下雅史
- 監督 - 岡田智
- 製作 - 横井軍平
- 製作総指揮 - 山内溥

## 評価
- ゲーム誌『ファミコン通信』のクロスレビューでは、8・7・7・7の合計29点（満40点）[14][11]、レビュアーからは「コマンドにムダがなく、スムーズに進行できるのがいい」とゲーム進行に関して肯定的に評価された[14]。

- ゲーム誌『ファミリーコンピュータMagazine』の読者投票による「ゲーム通信簿」での評価は以下の通り19.30点（満25点）となっている[12]。また、同雑誌1991年5月24日号特別付録の「ファミコンディスクカード オールカタログ」では、本作を「本格的ホラーアドベンチャー」と位置付けており、難易度に関しては「とくに難しくもなくやさしくもなく、誰でも楽しめる設定になっている」と肯定的に評価した[12]。また、ゲームが進行するにつれ次々と新たな展開が発生することを指摘した上で「このゲームをすればきっとハマってしまうだろう」と称賛した[12]。

| 項目 | キャラクタ | 音楽 | お買得度 | 操作性 | 熱中度 | オリジナリティ | 総合  |
| 得点 | 3.90       | 3.90 | -        | 3.80   | 4.10   | 3.60           | 19.30 |

- ゲーム誌『ユーゲー』においてライターの卯月鮎は、本作を「言わずと知れた、コマンド選択式推理AVGの名作」と位置付けており、「横溝正史的なホラータッチの世界が印象的だ。主人公が記憶喪失というのも、プレイヤーを引きつける」と称賛した[13]。

## ゲームブック版
1988年8月に双葉文庫から「ファミコン冒険ゲームブックシリーズ」の1つとして出版された。本書の付属資料として「行動記録紙」が用意されており、「知力」「情報チェックシート」を記録しながら進めていく。知力が足りなかったり必要な情報が揃っていないと、正規ルートで進んでいてもゲームオーバーとなる。なお、ゲーム版とは主に以下の点で内容が異なる。
- 主人公の名前は「高田 直哉」と設定されている。
- あゆみの髪型がショートヘアになっている。
- 天地は興信所の職員として登場するため、ファミコン版とは違って神田とは別人。
- 出張で不在の空木が事務所に帰ってきて、主人公にアドバイスを送るシーンが発生する。
- 八束町で火事の話を聞くのが、当時ユリが八束町で働いていたスーパーの社長からとなっている。
- 天地によって綾城家の後継者に仕立てられた人物である展久が登場する。
- アキラの死体を発見するのがファミコン版では主人公と熊田だが、作中では黄泉がえり伝説で暴走した村人になっている。
- ファミコン版では主人公が育った孤児院は閉鎖されたが、作中では、正規ルートを選択した場合、孤児院は存続しており、主人公を育てた寮母の亡き後、娘が孤児院を継いでいるという設定になっている。また、主人公を育てた寮母とその娘の名前が異なっている。
- 土蔵の中の迷路がファミコン版より複雑化している。
- 土蔵の中にある後継者の証の隣に、「もう一つのキクの遺言書」があり、神田の正体が和人であることがそこで判明する。一連の犯人が天地で、綾城家への復讐である点は同一。